# Аустрија на Светском првенству у атлетици на отвореном 2017.
Аустрија је на Светском првенству у атлетици на отвореном 2017. одржаном у Лондону од 4. до 13. августа, учествовала шеснаести пут, односно учествовала је на свим првенствима до данас. Репрезентацију Аустрије је представљало 5 атлетичара (3 мушкарца и 2 жене) који су се такмичили у 4 дисциплине 3 мушке и 1 женска.,.
На овом првенству атлетичари Аустрије нису освојили медаљу, а седмобојка Ивана Дадић је оборила национални рекорд. У табели успешности (према броју и пласману такмичара који су учествовали у финалним такмичењима (првих 8 такмичара)), делила је 55 место са Барбадосом и Доминиканском републиком са једми учесником и 3 бода. По овом основу бодове су добили представници 65 земаља.
| Плас. | Земља    | 1. место | 1. место | 2. место | 2. место | 3. место | 3. место | 4. место | 4. место | 5. место | 5. место | 6. место | 6. место | 7. место | 7. место | 8. место | 8. место | УКПЛ | УКБ |
| Плас. | Земља    | Бп       | Бод      | Бп       | Бод      | Бп       | Бод      | Бп       | Бод      | Бп       | Бод      | Бп       | Бод      | Бп       | Бод      | Бп       | Бод      | УКПЛ | УКБ |
| ----- | -------- | -------- | -------- | -------- | -------- | -------- | -------- | -------- | -------- | -------- | -------- | -------- | -------- | -------- | -------- | -------- | -------- | ---- | --- |
| 55.   | Аустрија | 0        | 0        | 0        | 0        | 0        | 0        | 0        | 0        | 0        | 0        | 1        | 3        | 0        | 0        | 0        | 0        | 1    | 3   |

## Учесници
| Дисциплина | Спортисти      | Спортисти |
| Дисциплина | Мушкарци       | Жене      |
| ---------- | -------------- | --------- |
| Маратон    | Валентин Пфајл | -         |

| Дисциплина   | Спортисти            | Спортисти                  |
| Дисциплина   | Мушкарци             | Жене                       |
| ------------ | -------------------- | -------------------------- |
| Бацање диска | Лукас Вајсхајдингер  | -                          |
| седмобој     |                      | Ивона Дадић Верена Прајнер |
| десетобој    | Доминик Дистелбергер | -                          |

## Резултати

### Мушкарци
| Атлетичарка         | Дисциплина   | Лични рекорд | Квалификације | Квалификације | Полуфинале | Полуфинале | Финале   | Финале         | Детаљи |
| Атлетичарка         | Дисциплина   | Лични рекорд | Резултат      | Место         | Резултат   | Место      | Резултат | Место          | Детаљи |
| ------------------- | ------------ | ------------ | ------------- | ------------- | ---------- | ---------- | -------- | -------------- | --- |
| Валентин Пфајл      | маратон      | 2:14:50      |               |               |            |            | 2:16:28  | 23. / 71 (100) | https://web.archive.org/web/20180414080854/https://www.iaaf.org/competitions/iaaf-world-championships/iaaf-world-championships-london-2017-5151/results/men/marathon/final/result. Архивирано из оригинала 14. 04. 2018. г. Недостаје или је празан параметар \|title= (помоћ) |
| Лукас Вајсхајдингер | Бацање диска | 67,24 НР     | 63,57         | 5. у гр. А кв |            |            | 63,76    | 9. / 30 (32)   | https://web.archive.org/web/20180415163657mp_/https://www.iaaf.org/competitions/iaaf-world-championships/iaaf-world-championships-london-2017-5151/results/men/discus-throw/final/series. Недостаје или је празан параметар \|title= (помоћ)                                   |

десетобој
| Дисциплина   | Доминик Дистелбергер | Доминик Дистелбергер | Доминик Дистелбергер | Доминик Дистелбергер | Доминик Дистелбергер | Доминик Дистелбергер |
| Дисциплина   | Лич. рек.            | Резултат             | Бод.                 | Плас.                | Укупно               | Плас.                |
| ------------ | -------------------- | -------------------- | -------------------- | -------------------- | -------------------- | -------------------- |
| 100 м        | 10,54                | 11,03                | 854                  |                      |                      | 16.                  |
| Скок удаљ    | 7,74                 | 7,11                 | 840                  | 25                   | 1.694                | 23.                  |
| Бацање кугле | 13,76                | 12,93                | 633                  | 24                   | 2.357                | 27.                  |
| Скок увис    | 2,02д                | 1,87                 | 687                  | 29                   | 3.044                | 29.                  |
| 400 м        | 47,25                | 48,13 ЛРС            | 903                  | 6                    | 3.947                | 23.                  |
| 110 препоне  | 14,19                | 14,59                | 900                  | 12                   | 4.847                | 19.                  |
| Бацање диска | 45,65                | 43,18 ЛРС            | 730                  | 15                   | 5.576                | 21.                  |
| Скок мотком  | 5,10д                | 5,00                 | 910                  | 6                    | 6.486                | 17.                  |
| Бацање копља | 61,83                | 56,46                | 685                  | 16                   | 7.171                | 18.                  |
| 1.500 м      | 4:27,10              | НС                   |                      |                      |                      |                      |
| Укупно       | 8.175                |                      |                      |                      | 7.857                | 17. / 20 (35)        |

### Жене
Седмобој
| Дисциплина    | Ивона Дадић | Ивона Дадић | Ивона Дадић | Ивона Дадић | Ивона Дадић | Ивона Дадић |
| Дисциплина    | Лич. рек.   | Резултат    | Бод.        | Плас.       | Укупно      | Плас.       |
| ------------- | ----------- | ----------- | ----------- | ----------- | ----------- | ----------- |
| 100 м препоне | 13,70       | 13,68 ЛР    | 1.024       | 13.         |             |             |
| Скок увис     | 1,87д       | 1,80        | 978         | 8.          | 2.002       | 10.         |
| Бацање кугле  | 14,44       | 13,82       | 782         | 10.         | 2.784       | 8.          |
| 200 м         | 23,69       | 24,11       | 970         | 7.          | 3.754       | 8.          |
| Скок удаљ     | 6,49        | 5,98        | 843         | 16.         | 4.597       | 9.          |
| Бацање копља  | 52,48       | 52,29 ЛРС   | 905         | 4.          | 5.502       | 6           |
| 800 м         | 2:10,67     | 2:13,44 ЛРС | 915         |             |             |             |
| Седмобој      | 6.196 НР    |             |             |             | 6.417 НР    | 6.          |

| Дисциплина    | Верена Прајнер | Верена Прајнер | Верена Прајнер | Верена Прајнер | Верена Прајнер | Верена Прајнер |
| Дисциплина    | Лич. рек.      | Резултат       | Бод.           | Плас.          | Укупно         | Плас.          |
| ------------- | -------------- | -------------- | -------------- | -------------- | -------------- | -------------- |
| 100 м препоне | 13,79          | 13,79 ЛР       | 1.008          | 17.            |                |                |
| Скок увис     | 1,72           | 1,71           | 867            | 23             | 1.875          | 22.            |
| Бацање кугле  | 14,65д         | 13,16          | 761            | 19             | 2.613          | 23.            |
| 200 м         | 24,36          | 24,44          | 939            | 12.            | 3.552          | 19.            |
| Скок удаљ     | 6,06д          | 5,98           | 843            | 17.            | 4.395          | 21.            |
| Бацање копља  | 49,56          | 45,27          | 769            | 11.            | 5.164          | 18.            |
| 800 м         | 2:10,26д       | НС             |                |                |                |                |
| Седмобој      | 5.840          |                |                |                | БП             |                |